# Хрушова
Хрушова, Грушево (рум. Hrușova) — село в Криулянском районе Молдавии. Является административным центром коммуны Хрушова, включающей также сёла Кетроаса и Чоплень.

## География
Село расположено на высоте 59 метров над уровнем моря.

## Население
По данным переписи населения 2004 года, в селе Хрушова проживает 1064 человека (525 мужчин, 539 женщин).
Этнический состав села:
| Национальность | Число жителей | Процентный состав |
| -------------- | ------------- | ----------------- |
| молдаване      | 1011          | 95,02             |
| румыны         | 31            | 2,91              |
| украинцы       | 14            | 1,32              |
| русские        | 8             | 0,75              |
| Всего          | 1064          | 100 %             |